# Bukowiec (Pojezierze Łagowskie)
Bukowiec – najwyższe wzgórze Pojezierza Łagowskiego o wysokości 225,4 m n.p.m., położone w woj. lubuskim, w powiecie sulęcińskim, w gminie Sulęcin, w północnej części Łagowsko-Sulęcińskiego Parku Krajobrazowego. Jest  drugim co do wysokości wzniesieniem województwa lubuskiego po Górze Żarskiej (226, 9 m n.p.m.).
Teren Bukowca został objęty specjalnym obszarem ochrony siedlisk Buczyny Łagowsko-Sulęcińskie. Ok. 0,4 km na południowy zachód znajduje się rezerwat przyrody Buczyna Łagowska.
Ok. 2 km na północny zachód od Bukowca znajduje się wzniesienie Gorajec.
Przed 1945 r. wzniesienie miało niemiecką nazwę Buchwaldhöhe.